# Tanto nomini nullum par elogium

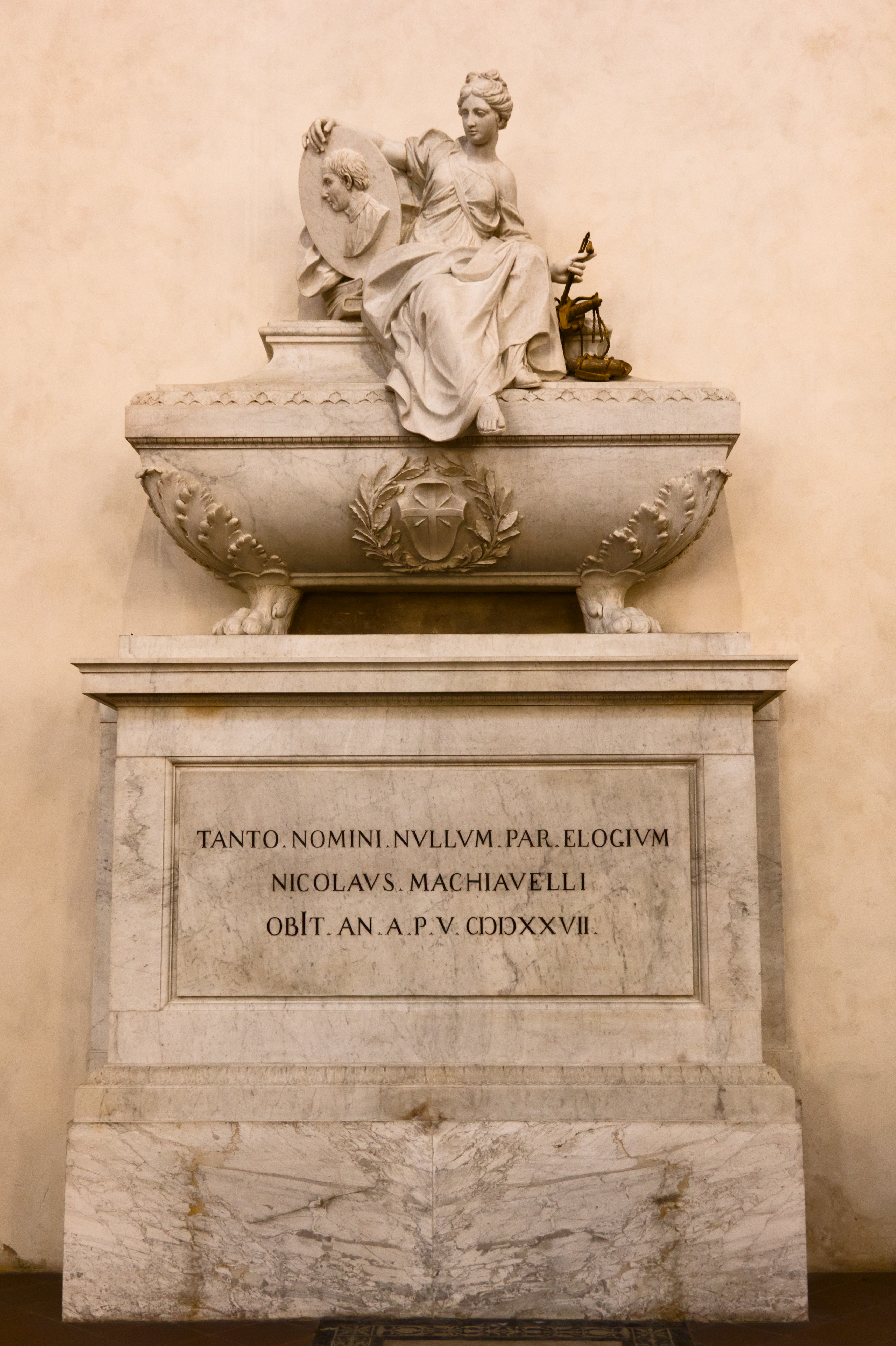
Tomba di Niccolò Machiavelli riportante l'epitaffio Tanto nomini nullum par elogium

La locuzione latina Tanto nomini nullum par elogium, traducibile in italiano come "a un sì gran nome nessun elogio (è) adeguato", costituisce l'epitaffio (composto dal Dottor Ferroni) del monumento a Niccolò Machiavelli, eretto nella  Basilica di Santa Croce di Firenze nel 1787 per pubblica sottoscrizione.
È usato anche in senso ironico, spesso in forma abbreviata, lasciando al lettore o all'ascoltatore il compito di integrare mentalmente: "tanto nomini...".